# Macquartia pruthentca
Macquartia pruthentca är en tvåvingeart som beskrevs av Suster 1933. Macquartia pruthentca ingår i släktet Macquartia och familjen parasitflugor. Inga underarter finns listade i Catalogue of Life.